# 白醋
白醋是醋的一种。除了3-5%醋酸和水之外不含或极少含其他成分。以蒸馏过的酒发酵制成，或直接用食品级别的醋酸兌製。
无色，味道单纯。用于烹调，特别是西餐中用来制作泡菜（酸味来自醋而不是发酵）。也可用做家用清洁剂，例如清洗咖啡機内部的积垢。

在台湾嘉義地區，「白醋」一詞專指美乃滋。